# Ursula K. Le Guin
Ursula Kroeber Le Guin ['ɜrsələ ˈkroʊbər ləˈgwɪn] (Berkeley, California; 21 de octubre de 1929-Portland, Oregón; 22 de enero de 2018) fue una autora estadounidense conocida sobre todo por sus obras de ficción especulativa y, en especial, por las obras de literatura fantástica ambientadas en el mundo ficticio de Terramar, así como la serie de ciencia ficción de la federación Ekumen. Publicó su primera obra en 1959 y su carrera literaria duró casi sesenta años, con más de veinte novelas y más de cien relatos cortos, además de poesía, ensayo, crítica literaria, traducciones y libros para niños.
Fue hija de la escritora Theodora Kroeber y del antropólogo Alfred Kroeber. Tras obtener una maestría en francés, inició sus estudios de doctorado, pero los abandonó tras su matrimonio en 1953 con el historiador Charles Le Guin. Comenzó a escribir a tiempo completo a finales de los años 1950 y alcanzó un gran éxito comercial y de crítica con Un mago de Terramar (A Wizard of Earthsea, 1968) y La mano izquierda de la oscuridad (The Left Hand of Darkness, 1969), descritas por el crítico estadounidense Harold Bloom como sus obras maestras. Con La mano izquierda de la oscuridad obtuvo el premio Hugo y el premio Nébula a la mejor novela, la primera mujer en conseguir ambos galardones. 
La antropología cultural, el taoísmo, el anarquismo, el feminismo y los escritos de Carl Jung tuvieron una fuerte influencia en su obra. Muchas de sus historias utilizaron como protagonistas a antropólogos u observadores culturales y es posible identificar ideas taoístas sobre el equilibrio y la armonía en algunas de sus obras. A menudo subvirtió algunos clichés típicos de la ficción especulativa, como la utilización  de protagonistas de piel oscura en Terramar, y también empleó recursos estilísticos o estructurales poco habituales en algunos de sus libros, como la obra experimental El eterno regreso a casa (Always Coming Home, 1985). Los temas sociales y políticos, como el género, la sexualidad y la mayoría de edad ocuparon un lugar destacado en su obra y exploró estructuras políticas alternativas en muchos relatos, como en la parábola «Los que se alejan de Omelas» (The Ones Who Walk Away from Omelas, 1973) y la novela utópica Los desposeídos (The Dispossessed, 1974).
Su obra tuvo una enorme influencia en el campo de la ficción especulativa y ha sido objeto de una gran atención por parte de la crítica literaria. Recibió numerosos premios y reconocimientos. Entre sus premios se encuentran ocho premios Hugo, seis Nébula y veintidós Locus. En 2003 se convirtió en la segunda mujer honrada como Gran Maestra por la Asociación de escritores de ciencia ficción y fantasía de Estados Unidos. La Biblioteca del Congreso de Estados Unidos la nombró «Leyenda viva» en el año 2000, en 2014 recibió la Medalla por Contribución Distinguida a las Letras Estadounidenses y en 2017 fue nombrada miembro de la Academia Estadounidense de las Artes y las Letras. Influyó en muchos autores, como Salman Rushdie, David Mitchell, Neil Gaiman o Iain Banks. Tras su muerte en 2018, el escritor y crítico John Clute escribió que Le Guin había «presidido la ciencia ficción estadounidense durante casi medio siglo», y el escritor Michael Chabon se refirió a ella como «la escritora estadounidense más importante de su generación».

## Biografía
Ursula Kroeber nació en Berkeley (California) el 21 de octubre de 1929. Su padre, Alfred Louis Kroeber, era antropólogo en la Universidad de California en Berkeley, y su madre, Theodora Kroeber (de soltera Theodora Covel Kracaw), tenía una licenciatura en psicología; a la edad de sesenta años alcanzó el éxito como escritora con Ishi in Two Worlds (1961), una obra biográfica sobre Ishi, un amerindio que se convirtió en el último miembro conocido de la tribu yahi cuando el resto de sus miembros fueron asesinados por los colonos blancos.

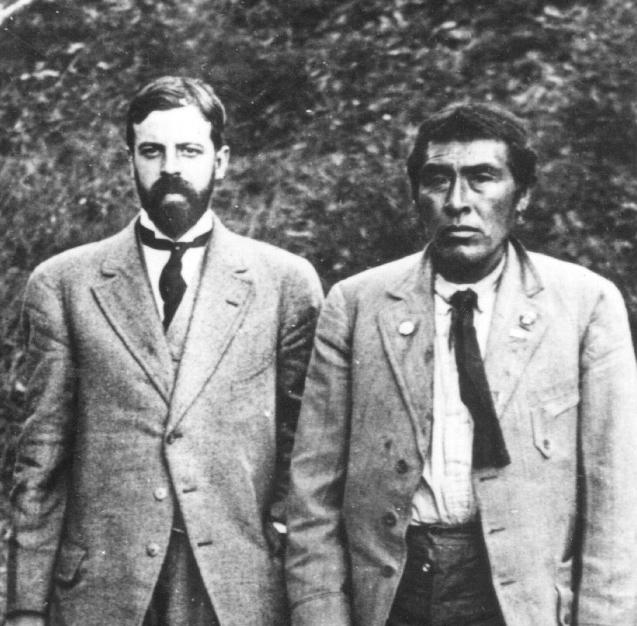
Su padre, Alfred Kroeber, con Ishi, último miembro de los yahi (1911).

Ursula tenía tres hermanos mayores: Karl, que se convirtió en un especialista en literatura, Theodore, y Clifton. La familia tenía una gran biblioteca y todos los hermanos se interesaron en la lectura desde pequeños. La familia Kroeber recibía numerosas visitas, incluidos conocidos académicos como Robert Oppenheimer; Ursula utilizaría más tarde a Oppenheimer como modelo para Shevek, el físico protagonista de Los desposeídos. La familia repartía su tiempo entre una residencia de verano en el valle de Napa y una casa en Berkeley durante el año académico.
Entre sus lecturas estaban la ciencia ficción y la fantasía; tanto ella como sus hermanos leían con frecuencia números de Thrilling Wonder Stories y Astounding Science Fiction. Le gustaban los mitos y las leyendas, en particular la mitología nórdica, y las leyendas de los nativos americanos que narraba su padre. Entre sus autores favoritos estaban Lord Dunsany y Lewis Padgett. También desarrolló un temprano interés en la escritura; escribió un cuento cuando tenía nueve años y presentó su primer relato corto a Astounding Science Fiction con once. Tras el rechazo, no intentó publicar nada en los diez años siguientes.
Cursó estudios de secundaria en la Berkeley High School. De niña se interesó por la poesía y la biología, pero se vio limitada en su elección de carrera por sus dificultades con las matemáticas. Se licenció en literatura francesa e italiana del Renacimiento en el Radcliffe College de Cambridge (Massachusetts) en 1951 y se graduó como miembro de la sociedad de honor académica Phi Beta Kappa. Cursó estudios de postgrado en la Universidad de Columbia y obtuvo un máster en francés en 1952; poco después inició sus estudios de doctorado para los que obtuvo una beca Fulbright para continuar sus estudios en Francia de 1953 a 1954.
En 1953, mientras se dirigía a Francia a bordo del Queen Mary, Ursula conoció al historiador Charles Le Guin; se casaron en París en diciembre de 1953. Según la propia escritora, el matrimonio supuso para ella el «punto final del doctorado». Mientras su marido completaba su doctorado en la Universidad Emory en Georgia y posteriormente en la Universidad de Idaho, ella se dedicó a dar clases de francés y trabajó como secretaria hasta el nacimiento de su hija Elisabeth en 1957. Su segunda hija, Caroline, nació en 1959. Ese mismo año Charles consiguió un puesto de profesor de historia en la Universidad Estatal de Portland y la pareja se mudó a Portland, Oregón, donde nació su hijo Theodore en 1964. El matrimonio vivió en esta ciudad el resto de su vida, si bien Ursula obtuvo nuevas becas Fulbright para viajar a Londres en 1968 y 1975.
Su carrera como escritora comenzó a finales de los años 1950, aunque el cuidado de sus hijos limitaba el tiempo que podía dedicar a la escritura. Sus primeras novelas escritas entre 1951 y 1961 fueron rechazadas por las editoriales por considerarlas difíciles de entender. Se dedicó casi 60 años a escribir y publicar, además de trabajar como editora y dar clases a estudiantes universitarios. Fue miembro de los consejos editoriales de las revistas Paradoxa y Science Fiction Studies, además de encargarse de la crítica literaria. Impartió clases en la Universidad Tulane, el Bennington College y la Universidad Stanford, entre otras.
Murió el 22 de enero de 2018 en su casa de Portland, a la edad de 88 años. Su hijo dijo que su estado de salud se había resentido durante varios meses y que era probable que hubiera tenido un ataque al corazón. Su familia celebró un servicio fúnebre privado en Portland. En junio de 2018 se celebró un funeral público en su memoria, que incluyó discursos de las escritoras Margaret Atwood, Molly Gloss y Walidah Imarisha.

## Obra

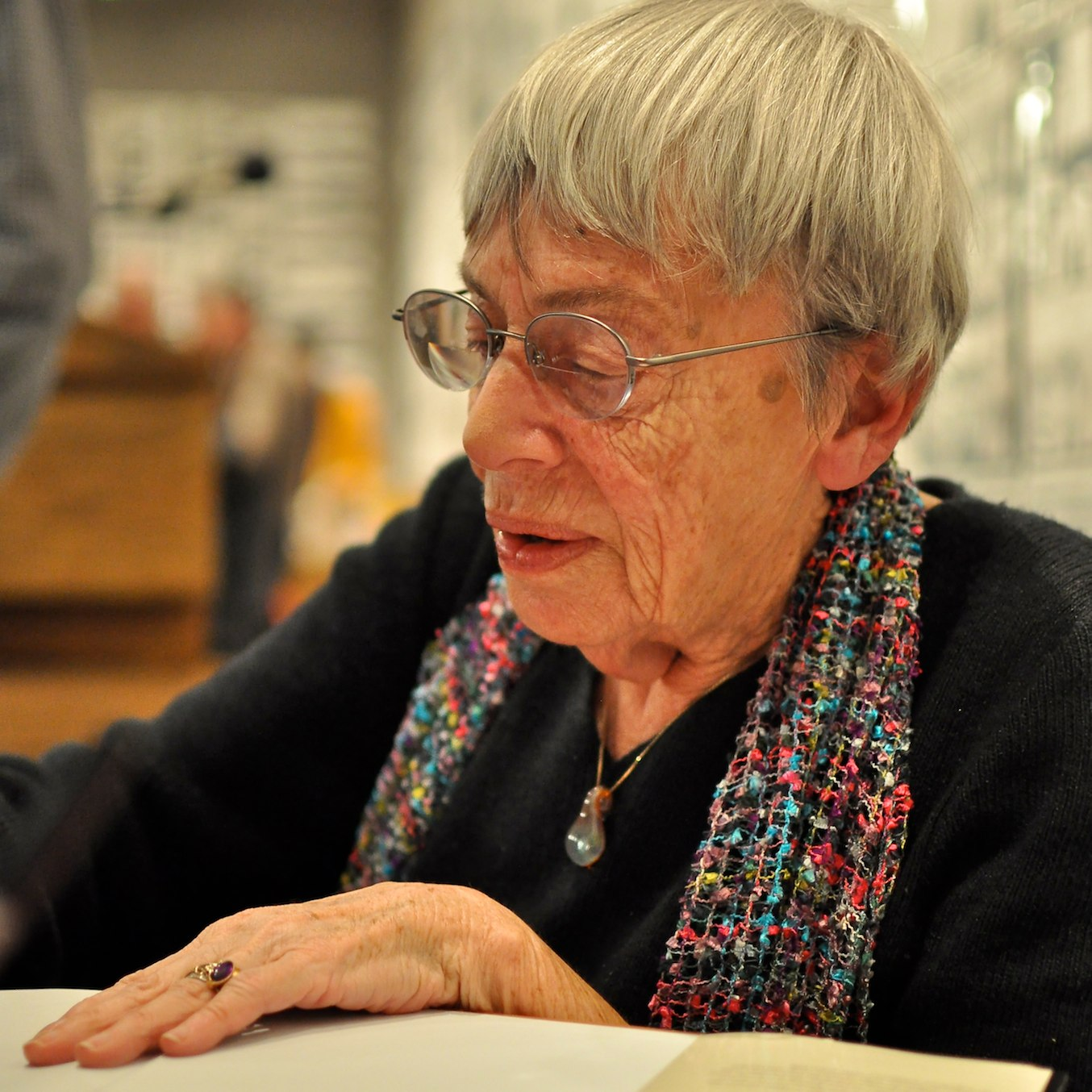
Le Guin firmando un libro en 2013.

La carrera de Le Guin como escritora profesional abarcó casi sesenta años, desde 1959 hasta 2018. Su obra incluye ficción especulativa, ficción realista, no ficción, guiones, libretos, ensayo, poesía, discursos, traducciones, crítica literaria, chapbook y literatura infantil. Escribió más de veinte novelas, más de cien cuentos, más de una docena de volúmenes de poesía, cinco traducciones y trece libros para niños.
Su primera obra publicada fue el poema «Folksong from the Montayna Province» en 1959, mientras que su primer relato corto fue «An die Musik», en 1961, ambos ambientados en su país imaginario de Orsinia. Entre 1951 y 1961 escribió cinco novelas ambientadas en Orsinia, pero fueron rechazadas por los editores al considerarlas poco comprensibles. Parte de su poesía de este período fue publicada en 1975 en el volumen Wild Angels. Dirigió su atención hacia la ciencia ficción después de recibir durante mucho tiempo el rechazo de las editoriales y al considerar que existía un mercado para sus escritos que podía clasificarse fácilmente como tal. Su primera publicación profesional fue el relato corto «Abril en París» (April in Paris, 1962) en Fantastic Science Fiction, al que siguieron otros siete relatos en los años siguientes que publicó en Fantastic o en Amazing Stories. Entre estos relatos se encontraban «La dote de los Angyar» (The Dowry of the Angyar), que introdujo el universo ficticio de la federación Ekumen, y «El poder de los nombres» (The Rule of Names) y «La palabra de libera» (The Word of Unbinding), que introducían el mundo de Terramar. Estas historias no llamaron la atención de la crítica.
Su primera novela publicada fue El mundo de Rocannon (Rocannon’s World) en 1966, editada por Ace Books. Otras dos novelas de Ekumen, Planeta de exilio (Planet of Exile) y La ciudad de las ilusiones (City of Illusions), se publicaron en 1966 y 1967, respectivamente; estos libros llegarían a conocerse como la trilogía de Hainish. Las dos primeras se editaron formando parte de un «Ace Double», un formato que consistía en la publicación de dos novelas en un solo volumen de bajo coste. La ciudad de las ilusiones ya se publicó como un volumen independiente, lo que suponía un mayor reconocimiento de la escritora. Estas novelas recibieron más atención de la crítica que sus relatos cortos y se publicaron reseñas sobre ellas en varias revistas de ciencia ficción, pero la respuesta de la crítica era todavía discreta. Estos libros ya incluían muchos temas e ideas que estarían presentes en obras posteriores más conocidas de la autora, como el «viaje arquetípico» de un protagonista que emprende un viaje tanto físico como de autodescubrimiento, de contacto y comunicación cultural, de búsqueda de identidad y de reconciliación de fuerzas enfrentadas.
Para publicar su novela corta «Nueve vidas» (Nine Lives) en 1968, la revista Playboy le preguntó si podían publicar la historia sin su nombre completo, a lo que Le Guin accedió: se publicó bajo el nombre de «U. K. Le Guin». La escritora dijo más tarde que fuera la primera y única vez que experimentaba prejuicios contra ella como mujer escritora de un editor o una editorial, indicando que «me pareció tan tonto, tan grotesco, que no me di cuenta de que también era importante». En ediciones posteriores la historia se publicó con su nombre completo.
Sus dos siguientes libros le supusieron un repentino y generalizado reconocimiento por parte de la crítica. Un mago de Terramar (A Wizard of Earthsea) publicado en 1968, era una novela del género fantástico escrita inicialmente para adolescentes. La autora no tenía previsto escribir para adultos jóvenes, pero el editor de Parnassus Press le pidió que escribiera una novela dirigida a este grupo de edad, ya que consideraba que se trataba de un mercado con un gran potencial. El libro, una historia de aprendizaje en el archipiélago ficticio de Terramar, recibió una positiva acogida tanto en Estados Unidos como en Gran Bretaña.
Su siguiente novela, La mano izquierda de la oscuridad (The Left Hand of Darkness, 1969), era una historia del ciclo de Hainish que exploraba temas de género y sexualidad en un planeta ficticio donde los habitantes alternan su sexualidad de forma periódica. El libro fue el primero de la autora en abordar temas feministas, y, según la especialista Donna White, «dejó estupefactos a los críticos de ciencia ficción»; ganó los prestigiosos premios Hugo y Nébula a la mejor novela, la primera mujer en ganar estos premios, además de otros reconocimientos. El crítico y teórico literario estadounidense Harold Bloom considera Un mago de Terramar y La mano izquierda de la oscuridad como las obras maestras de Le Guin. En 1973 volvió a ganar el premio Hugo, esta vez en la categoría de novela corta, con El nombre del mundo es Bosque (The Word for World Is Forest), obra influenciada por el rechazo de la autora a la guerra de Vietnam, que exploraba temas de colonialismo y militarismo; Le Guin la describió más tarde como la «declaración política más clara» que había reflejado en una obra de ficción.
Continuó profundizando en los temas del equilibrio y la madurez en las dos siguientes entregas de la serie Terramar, Las tumbas de Atuan (The Tombs of Atuan) y La costa más lejana (The Farthest Shore), publicadas en 1971 y 1972 respectivamente; ambos libros recibieron elogios por su calidad literaria y La costa más lejana por la exploración de la muerte como temática. Su novela Los desposeídos (The Dispossessed, 1974) volvió a ganar los premios Hugo y Nébula a la mejor novela, convirtiéndose en la primera persona en ganar ambos premios por dos de sus libros; también ambientada en el universo Hainish, la historia estudiaba el anarquismo y la utopía. La profesora Charlotte Spivack la describió como un cambio en la ciencia ficción de la autora hacia la confrontación de ideas políticas. Varios de sus relatos cortos de ficción especulativa de la época, incluido su primer relato publicado, fueron posteriormente recogidos en la antología de 1975 Las doce moradas del viento (The Wind's Twelve Quarters). Las obras de ficción de entre 1966 y 1974, que incluyen entre otras la novela La rueda celeste (The Lathe of Heaven, 1971), el relato ganador del premio Hugo «Los que se alejan de Omelas» (The Ones Who Walk Away from Omelas, 1973) y el ganador del Nébula «El día antes de la revolución» (The Day Before the Revolution, 1974), constituyen la obra más conocida de la autora.
En la segunda mitad de la década de 1970 publicó trabajos de diferente índole, además de obras de ficción especulativa como la novela El ojo de la garza (The Eye of the Heron, 1978) que, según la propia autora, puede formar parte del universo Hainish. En 1976 publicó Very Far Away from Anywhere Else, una novela realista para adolescentes, así como la colección Países imaginarios (Orsinian Tales) y la novela Malafrena en 1976 y 1979, respectivamente; aunque estas dos obras estaban ambientadas en el país ficticio de Orsinia, los cuentos eran ficción realista más que fantasía o ciencia ficción. En 1975 publicó un volumen de poesía, Wild Angels, y en 1979 una colección de ensayos, The Language of the Night. En mayo de 1983 pronunció un discurso de graduación en el Mills College de Oakland (California) titulado «Un discurso de graduación para zurdos», que está incluido entre los 100 mejores discursos del siglo XX del American Rhetoric, y que posteriormente se incluyó en su colección de no ficción Dancing at the Edge of the World.

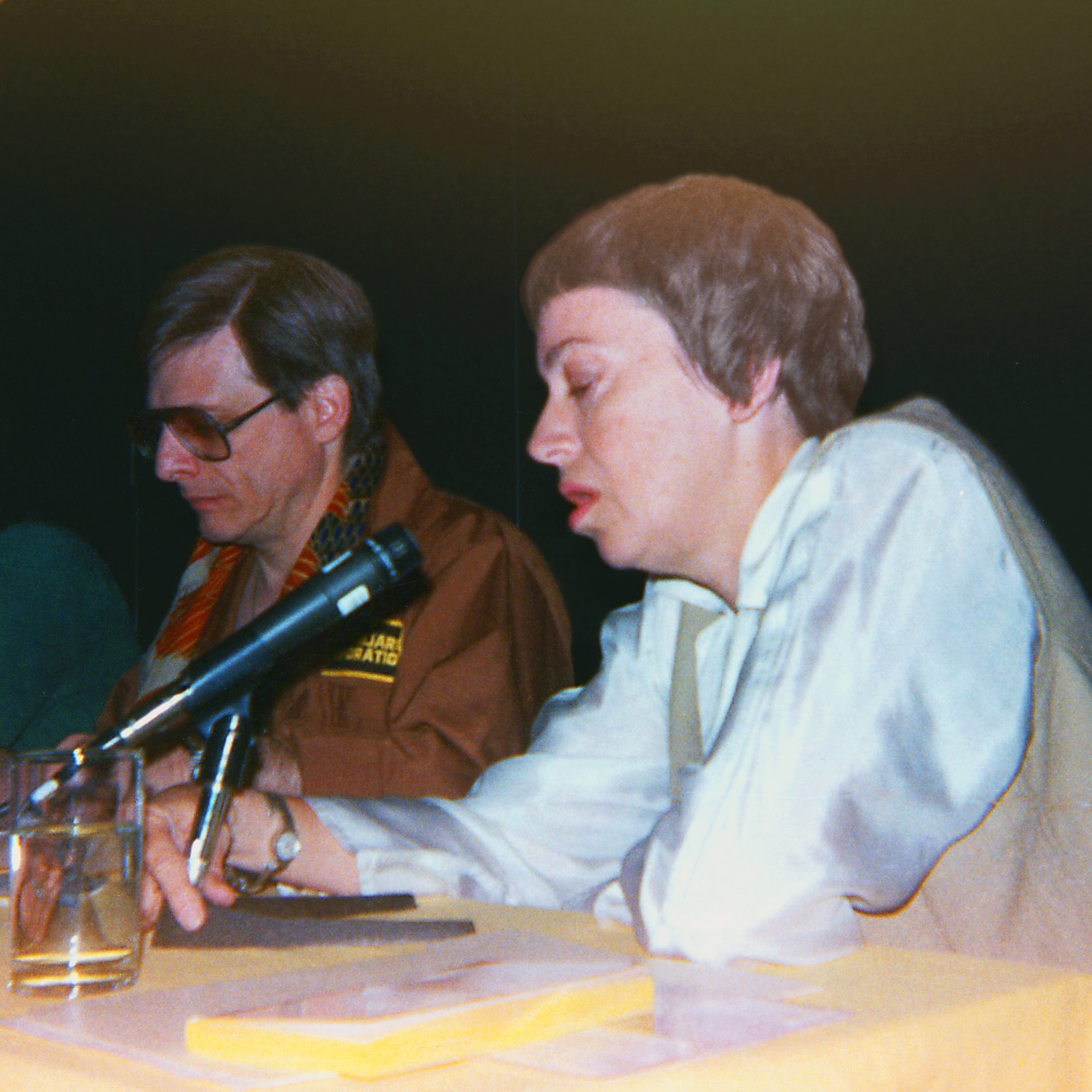
Le Guin junto a Harlan Ellison en la convención de ciencia ficción y fantasía «Westercon» de 1984.

Entre 1979, año en el que publicó Malafrena, y 1994, cuando se publicó la colección Un pescador del mar interior (A Fisherman of the Inland Sea), escribió sobre todo para lectores jóvenes. En 1985 publicó la obra experimental El eterno regreso a casa (Always Coming Home). Entre 1979 y 1994 escribió 11 libros ilustrados para niños, entre ellos la serie Los alagatos (Catwings) y El lugar del comienzo (The Beginning Place), una novela fantástica para adolescentes, publicada en 1980. Durante ese período también se publicaron cuatro colecciones más de poesía, todas ellas con una acogida muy positiva. En 1992 publicó Tehanu, lo que supuso su vuelta a Terramar dieciocho años después de La costa más lejana, período en el que las ideas de Le Guin se habían desarrollado considerablemente y esta novela mostró un tono más sombrío que las obras anteriores de la serie y cuestionaba algunas ideas presentadas en ella; recibió elogios de la crítica y propició el reconocimiento de la serie entre la literatura para adultos.
Tras un largo paréntesis retomó el ciclo de Hainish en los años 1990 publicando una serie de relatos cortos, que inició con «La historia de los shobis» (The Shobies' Story) en 1990 y que incluía relatos como «Mayoría de edad en Karhide» (Coming of Age in Karhide, 1995), que abordaba el tema del paso a la edad adulta y estaba ambientado en el mismo planeta que La mano izquierda de la oscuridad, calificado por la experta y poetisa Sandra Lindow como «tan transgresivamente sexual y tan moralmente valiente» que Le Guin «no podría haberlo escrito en los años 1960». Ese mismo año publicó el conjunto de relatos «Cuatro caminos hacia el perdón» (Four Ways to Forgiveness), seguido de «Música Antigua y las mujeres esclavas» (Old Music and the Slave Women), un quinto relato relacionado con los anteriores en 1999; los cinco trataban sobre la libertad y la rebelión en una sociedad esclavizada. En el año 2000 publicó la novela El relato (The Telling), su última novela del ciclo de Hainish, y al año siguiente En el otro viento (The Other Wind) y Cuentos de Terramar (Tales from Earthsea), los dos últimos libros de la serie Terramar.
A partir de 2002 se publicaron varias colecciones y antologías de su obra. Una serie de sus relatos del período 1994-2002 se publicó en la colección El cumpleaños del mundo y otros relatos (The Birthday of the World and Other Stories, 2002), que incluye la novela corta Paraísos perdidos (Paradises Lost); este volumen recopilatorio aborda ideas poco convencionales sobre el género, así como temas sobre la anarquía. Otras colecciones de este período incluyen Planos paralelos (Changing Planes), también publicada en 2002 y ganadora del premio Locus por la mejor colección de relatos en 2004, y entre las antologías están The Unreal and the Real: The Selected Stories of Ursula Le Guin (2012) y The Hainish Novels and Stories, un conjunto de dos volúmenes de obras del universo Hainish publicado por Library of America.
En 2008 publicó la novela Lavinia, basada en un personaje de la Eneida de Virgilio, y la trilogía de novelas de la serie «Anales de la Costa Oeste» compuesta por Los dones (Gifts, 2004), Voces (Voices, 2006) y Poderes (Powers, 2007). Aunque esta serie de novelas estaba dirigida a un público adolescente, el tercer volumen, Poderes, recibió el premio Nébula a la mejor novela en 2009.
En sus últimos años se centró más en la no ficción y publicó varios ensayos, poemas y algunas traducciones. Entre sus últimas publicaciones se encuentran trabajos como las colecciones de ensayos Dreams Must Explain Themselves y Ursula K Le Guin: Conversations on Writing y el volumen de poesía So Far So Good: Final Poems 2014-2018, todas publicadas después de su muerte. Entre sus obras más conocidas se encuentran los seis volúmenes de la serie Terramar y las numerosas novelas del Ciclo de Hainish.

## Ideas, estilo e influencias
Rechazó su nominación al premio Nébula al mejor relato por «El diario de la rosa» (The Diary of the Rose) en 1975, como protesta por la revocación de la membresía honoraria de Stanisław Lem de la Asociación de escritores de ciencia ficción y fantasía de Estados Unidos (SFWA). Le Guin consideró que la revocación se debía a las críticas de Lem a la ciencia ficción estadounidense y a su voluntad de vivir en Polonia (por entonces perteneciente al denominado bloque del Este) y dijo que se sentía reacia a recibir un premio «por un relato sobre la intolerancia política de un grupo que acababa de mostrar intolerancia política» (según la escritora, la SFWA le dijo que la obra iba a ser la ganadora si no se retiraba).
Afirmaba que había sido «educada tan poco religiosa como una liebre». Expresó un profundo interés en el taoísmo y el budismo y dijo que el taoísmo le proporcionó una «manera sobre cómo contemplar la vida» durante sus años de adolescencia. En 1997 publicó una traducción del Dàodé jīng de Lao-Tse, motivada por su simpatía por el pensamiento taoísta.
En diciembre de 2009 abandonó la Authors Guild, la principal organización profesional de defensa de escritores de Estados Unidos, en protesta por su apoyo al proyecto de digitalización de libros de Google. En su carta de renuncia indicaba «Han decidido pactar con el diablo», o «Hay principios implicados, sobre todo el tema de derechos de autor; principios que ustedes han considerado oportuno entregar a una corporación, bajo sus condiciones, sin luchar».
En un discurso pronunciado durante el Premio Nacional del Libro de 2014, Le Guin criticó a Amazon por el control que ejercía sobre la industria editorial, refiriéndose específicamente al tratamiento que esta empresa dio a la editorial Hachette Book Group durante un conflicto sobre la publicación de libros electrónicos; su discurso recibió una gran atención por parte de los medios de comunicación dentro y fuera de los Estados Unidos y fue transmitido dos veces por la cadena de radio pública estadounidense NPR.
En su juventud leía con frecuencia ficción clásica y especulativa. Más adelante afirmó que la ciencia ficción no tuvo mucho impacto en ella hasta que leyó las obras de Theodore Sturgeon y Cordwainer Smith, y que incluso se había burlado del género cuando era niña. Entre los autores que la propia autora consideró que la habían influido se encuentran Victor Hugo, William Wordsworth, Charles Dickens, Borís Pasternak y Philip K. Dick. Le Guin y Dick asistieron a la misma escuela secundaria, pero no se conocieron; la autora describió su novela La rueda celeste como un homenaje a Dick. También consideraba que J. R. R. Tolkien y León Tolstói fueron influencias en el ámbito estilístico y que prefería leer a Virginia Woolf y a Jorge Luis Borges más que a reconocidos autores de ciencia ficción como Robert Heinlein, cuyas obras describió como de la tradicional «el hombre blanco conquista el universo». Algunos estudiosos de su obra afirman que la mitología, sobre la que la autora afirmaba leer cuando era niña, también se aprecia en buena parte de su obra, como en el caso del relato «La dote de los Angyar», descrita como una recreación de un mito nórdico.

Once I learned to read, I read everything. I read all the famous fantasies - Alice in Wonderland, and Wind in the Willows, and Kipling. I adored Kipling's Jungle Book. And then when I got older I found Lord Dunsany. He opened up a whole new world - the world of pure fantasy. And ... Worm Ouroboros. Again, pure fantasy. Very, very fattening. And then my brother and I blundered into science fiction when I was 11 or 12. Early Asimov, things like that. But that didn't have too much effect on me. It wasn't until I came back to science fiction and discovered Sturgeon - but particularly Cordwainer Smith. ... I read the story "Alpha Ralpha Boulevard", and it just made me go, "Wow! This stuff is so beautiful, and so strange, and I want to do something like that".
Después que aprendí a leer, leí de todo. Leí todas las grandes historias de fantasía: Alicia en el país de las maravillas, El viento en los sauces y Kipling. Adoraba El libro de la selva de Kipling. Y cuando crecí, descubrí a Lord Dunsany. Me abrió un mundo completamente nuevo, el mundo de la auténtica fantasía. Y... La Serpiente Uróboros. De nuevo, fantasía pura. Muy, muy grande. Después mi hermano y yo nos tropezamos con la ciencia ficción cuando yo tenía 11 o 12 años. Los comienzos de Asimov, cosas así. Sin embargo, no causó mucho efecto en mí. No fue hasta que retomé la ciencia ficción y descubrí a Sturgeon —aunque sobre todo a Cordwainer Smith—. ... Leí el relato «Alpha Ralpha Boulevard», y me hizo decir, «¡Guau! Es tan hermoso, y tan extraño, yo quiero hacer algo así».
Ursula K. Le Guin

La antropología cultural tuvo una enorme influencia en la obra de Le Guin. Su padre, Alfred Kroeber, está considerado un pionero en este campo y fue director del Museo de Antropología de la Universidad de California en Berkeley; a raíz de las investigaciones de su padre, la escritora vivió de niña la antropología y la exploración cultural. Además de mitos y leyendas, leyó obras como The Leaves of the Golden Bough de Elizabeth Grove Frazer, un libro infantil adaptado de La rama dorada, un estudio sobre mitos y religión de su marido James George Frazer. Describió la convivencia con los amigos y conocidos de su padre como algo que le proporcionaba una experiencia del otro. Le influyeron especialmente las experiencias de Ishi y se han identificado elementos de su historia en obras como Planeta de exilio, La ciudad de las ilusiones, El nombre del mundo es Bosque y Los desposeídos.
Algunos especialistas han señalado que la producción de Le Guin tenía la influencia de Carl Jung y, en particular, de la idea de los arquetipos jungianos. En concreto, la sombra de Un mago de Terramar se considera el arquetipo de la sombra de la psicología de Jung, que representa el orgullo, el miedo y el deseo de poder de Ged. La autora analizó su interpretación de este arquetipo y su interés por las partes oscuras y reprimidas de la psique en una conferencia de 1974, aunque declaró que nunca había leído a Jung antes de escribir los primeros libros de Terramar. Se han identificado otros arquetipos en su obra, como la madre el ánimus y el ánima.
La filosofía taoísta ocupaba un lugar importante en su visión del mundo, y la influencia del pensamiento taoísta se puede apreciar en muchas de sus obras. Muchos protagonistas de sus novelas y relatos, con en el caso de La rueda celeste, encarnan el ideal taoísta de dejar las cosas en paz. Los antropólogos del universo Hainish tratan de no inmiscuirse en las culturas con las que se encuentran y una de las primeras lecciones que Ged aprende en Un mago de Terramar es la de no usar la magia a menos que sea absolutamente necesario. Esta influencia también es evidente en la representación que hace la autora del equilibrio existente en el mundo de Terramar, donde representa el archipiélago como basado en un delicado equilibrio, que se ve perturbado por alguien en cada una de las tres primeras novelas; un equilibrio entre la tierra y el mar, implícito en el propio nombre del mundo («Terramar», Earthsea en inglés), entre las personas y su entorno natural, y un equilibrio cósmico superior, que los magos tienen la responsabilidad de mantener. Otro ideal de la filosofía taoísta es la reconciliación de los opuestos, como la luz y la oscuridad o el bien y el mal. Varias novelas del ciclo de Hainish, entre las que destaca Los desposeídos, trataban sobre este proceso de reconciliación. En Terramar no son los poderes oscuros sino la falta de comprensión de los personajes sobre el equilibrio de la vida, lo que se describe como el mal, algo que contrasta con las historias occidentales convencionales en las que el bien y el mal están en constante conflicto.
Aunque se le conoce sobre todo por sus obras de ficción especulativa, también escribió ficción realista, no ficción, poesía y otras formas literarias, por lo que su obra es difícil de clasificar. Sus trabajos han sido objeto de análisis por parte de la crítica general, de la crítica de la literatura infantil y de la crítica de la ficción especulativa. La propia Le Guin dijo que preferiría ser conocida simplemente como una «novelista estadounidense». Su transgresión de los límites convencionales del género llevó a que parte de la crítica literaria se «balcanizara», sobre todo entre los estudiosos de la literatura infantil y la ficción especulativa. Algunos comentaristas opinan que las novelas de Terramar recibieron menos atención crítica porque se consideraron libros para niños. Le Guin se mostró crítica con la literatura infantil, que ella calificó como «pocilga de adultos chauvinistas». En 1976 el especialista en literatura, profesor y escritor estadounidense George Slusser criticó la «ridícula clasificación de publicaciones que calificaron la serie original como 'literatura infantil'», mientras que, en opinión de Barbara Bucknall, Le Guin «puede ser leída, al igual que Tolkien, por niños de diez años y por adultos. Estos relatos no tienen edad porque tratan de problemas que se nos presentan a cualquier edad».
Algunas de sus obras tienen como premisa la sociología, la psicología o la filosofía. Por ello su trabajo se describe a menudo como ciencia ficción «blanda» y Le Guin ha sido calificada como la «patrona» de este subgénero. Varios autores de ciencia ficción se han opuesto a la utilización del calificativo «ciencia ficción blanda», describiéndolo como un término potencialmente peyorativo utilizado para descartar historias no basadas en problemas de física, astronomía o ingeniería, y también como objetivo de la escritura de mujeres u otros grupos poco representados en el género. Le Guin propuso la expresión «ciencia ficción social» para algunas de sus obras, aunque señaló que muchas de sus historias no eran en absoluto ciencia ficción. Argumentó que el término «ciencia ficción blanda» era divisionista, e implicaba una interpretación estrecha de lo que constituye una ciencia ficción legítima.
Se puede apreciar la influencia de la antropología en el entorno que eligió para varias de sus obras. Muchos de sus protagonistas son antropólogos o etnólogos que exploran un mundo que les es ajeno. Esta característica se puede ver especialmente en las historias ambientadas en el universo Hainish, una realidad alternativa en la que los humanos no evolucionaron en la Tierra, sino en Hain. Los hainitas colonizaron muchos planetas, para luego perder el contacto con ellos, dando lugar a una variada, aunque relacionada, biología y estructura social. Ejemplos de este tipo son personajes como Gaverel Rocannon en El mundo de Rocannon y Genly Ai en La mano izquierda de la oscuridad; otros personajes, como Shevek en Los desposeídos, se convierten en observadores culturales en el curso de sus viajes por otros planetas. Sus obras estudian a menudo las culturas alienígenas, particularmente las culturas humanas de otros planetas distintos de la Tierra en el universo Hainish. Al descubrir estos mundos alienígenas, los personajes de Le Guin y, por extensión, los lectores, también realizan un viaje interior y cuestionan la naturaleza de lo que consideran «alienígena» y de lo que consideran «nativo».
Algunas de sus obras incorporan rasgos estilísticos o estructurales inusuales o incluso subversivos. La estructura heterogénea de La mano izquierda de la oscuridad, descrita como «claramente postmoderna», era poco común en el momento de su publicación. Esto contrastaba notablemente con la estructura de la ciencia ficción tradicional (escrita mayoritariamente por hombres), que era directa y lineal. La novela fue estructurada como parte de un informe enviado al Ekumen por el protagonista, Genly Ai, tras su estancia en el planeta Gueden, dando a entender que Ai estaba seleccionando y ordenando el material, consistente en narraciones personales, extractos de diarios, mitos guedenianos e informes etnológicos. En Terramar también empleó una forma narrativa no convencional descrita por el académico Mike Cadden como «discurso libre indirecto», en el que los sentimientos del protagonista no se separan directamente de la narración, lo que hace que el narrador parezca empático con los personajes y elimina el escepticismo hacia los pensamientos y las emociones de un personaje que son característicos de una narración más directa. Cadden considera que este enfoque hace que los lectores más jóvenes se identifiquen directamente con los personajes, una técnica eficaz para la literatura orientada a adultos jóvenes.
Algunas de sus historias, incluida la serie Terramar, desafiaron los convencionalismos de las fantasías épicas y los mitos. Muchos de los protagonistas de Terramar eran individuos de piel oscura, a diferencia de los héroes blancos preferidos tradicionalmente; por el contrario algunos de los antagonistas eran de piel blanca, un cambio de roles raciales que ha sido remarcado por muchos críticos literarios. En una entrevista de 2001 Le Guin atribuyó la frecuente ausencia de imágenes de personas en las portadas de sus libros a su elección de protagonistas no blancos. Explicó su elección diciendo: «la mayoría de la gente en el mundo no es blanca. ¿Por qué íbamos a asumir que lo son en el futuro?» En su novela El eterno regreso a casa (Always Coming Home, 1985), descrito por algunos críticos como «su gran experimento», incluía una historia contada desde la perspectiva de una joven protagonista, e incluía también poemas, bosquejos de plantas y animales, mitos e informes antropológicos de la sociedad matriarcal de los kesh, un pueblo ficticio que vive en el valle de Napa tras una catastrófica inundación global.

## Temática

### Género y sexualidad
Temas sociales como el género y sexualidad ocuparon un lugar destacado en su obra. La mano izquierda de la oscuridad, publicada en 1969, fue una de las primeras novelas del género que hoy conocemos como ciencia ficción feminista y es el análisis más destacado sobre la androginia en la ciencia ficción. La historia está ambientada en el planeta ficticio Gueden, cuyos habitantes son humanos ambisexuales sin una identidad de género fija, que adoptan características sexuales femeninas o masculinas durante breves períodos de su ciclo sexual; el sexo que adopten puede depender del contexto y las relaciones. Gueden se muestra en la novela como una sociedad sin guerras, como resultado de esta ausencia de características de género fijas y también sin la sexualidad como un factor determinante en las relaciones sociales. En la novela la cultura guedeniana se muestra a través de la visión de un terrícola, cuya masculinidad se convierte en una barrera para la comunicación intercultural. Al margen de las novelas del Ekumen, la utilización por parte de Le Guin de una protagonista femenina en Las tumbas de Atuan, publicada en 1971, se describió como una «notable exploración de la femineidad».
La actitud de Le Guin hacia el género y el feminismo evolucionó considerablemente con el tiempo. Aunque La mano izquierda de la oscuridad se consideró un hito en la exploración del género, también recibió críticas por no ir lo suficientemente lejos y los analistas criticaron el uso de pronombres de género masculino para describir sus personajes andróginos, la falta de personajes retratados en roles estereotípicos femeninos, o la representación de la heterosexualidad como lo habitual en el planeta. La representación del género en Terramar también se describió como la perpetuación de la noción de un mundo dominado por los hombres; según The Encyclopedia of Science Fiction «Le Guin veía a los hombres como los actores y hacedores [del mundo], mientras que las mujeres siguen siendo el centro estable, el pozo del que beben». Le Guin defendió inicialmente su obra y, en un ensayo de 1976 titulado «¿Es necesario el género?», señaló que el género era secundario al tema principal de la novela, la lealtad, aunque en 1988 revisó este ensayo y reconoció que el género era un aspecto clave de la novela; también se excusó por representar a los guedenianos únicamente en relaciones heterosexuales.
Le Guin respondió a estas críticas en sus publicaciones posteriores. Utilizó intencionalmente pronombres femeninos para todos los guedenianos sexualmente latentes en su relato corto de 1995 «Mayoría de edad en Karhide» y en una reimpresión de «Rey de invierno», que se había publicado por primera vez en 1969. «Mayoría de edad en Karhide» se incluyó posteriormente en la antología 2002 El cumpleaños del mundo y otros relatos, que contenía otras seis historias sobre relaciones sexuales y estructuras matrimoniales poco convencionales. También volvió a examinar las relaciones de género en Tehanu, publicado en 1990; esta obra fue descrita como una reformulación o reinterpretación de Las tumbas de Atuan, porque el poder y el estatus de Tenar, la protagonista femenina, son lo contrario de lo que eran en el libro anterior, que también se centraba en ella y en Ged. Durante este período comentó que consideraba que El ojo de la garza, novela publicada en 1978, era su primera obra realmente centrada en una mujer.

### Desarrollo moral
Otra temática habitual en sus obras son la etapa de transición de los jóvenes hacia la edad adulta y el desarrollo moral. Puede apreciarse particularmente en el caso de las obras escritas para un público más joven, como las series Terramar y Anales de la Costa Oeste. En un ensayo de 1973 dijo que eligió explorar el tema de la mayoría de edad en Terramar porque estaba escribiendo para un público adolescente y afirmaba que «La transición hacia la edad adulta ... fue un proceso que me llevó muchos años; la terminé, en la medida de lo posible, a los 31 años; por eso la percibo con mucha intensidad. Lo mismo ocurre con la mayoría de los adolescentes. De hecho, es su ocupación principal». También dijo que la fantasía era el medio más adecuado para describir el proceso hacia la edad adulta, porque explorar el subconsciente era difícil utilizando el lenguaje de la «racional vida cotidiana».
Las tres primeras novelas de Terramar siguen a Ged desde la juventud hasta la vejez y cada una de ellas también hace referencia al proceso hacia la adultez de un personaje diferente. Un mago de Terramar se centra en la adolescencia de Ged, mientras que Las tumbas de Atuan y La costa más lejana exploran la de Tenar y la del príncipe Arren, respectivamente. Un mago de Terramar se describe con frecuencia como una novela de aprendizaje, en el que la transición hacia la edad adulta de Ged se entrelaza con el viaje físico que emprende a través de la novela. Para Mike Cadden el libro fue un relato convincente «para un lector tan joven y posiblemente tan testarudo como Ged, y por ello empático con él». Algunos críticos han descrito el final de la novela, en el que Ged finalmente acepta la sombra como una parte de sí mismo, como un rito de paso. La académica Jeanne Walker considera que el rito de paso del final fue una analogía para toda la trama de la novela y que la trama en sí misma juega el papel de un rito de iniciación para un lector adolescente.
Los libros de la serie Anales de la Costa Oeste también describen el proceso hacia la edad adulta de sus protagonistas, y describen las experiencias de ser esclavos del propio poder. El proceso de madurez se describe como la posibilidad de ver más allá de las estrechas opciones que la sociedad ofrece a los protagonistas. En Los dones (Gifts , 2004), Orrec y Gry se dan cuenta de que los poderes que su pueblo posee pueden utilizarse de dos maneras: para el control y el dominio, o para la curación y la crianza; este reconocimiento les permite tomar una tercera opción. Esta lucha con la elección se ha comparado con las elecciones que los personajes se ven obligados a tomar en su relato corto «Los que se alejan de Omelas». Del mismo modo, Ged ayuda a Tenar en Las tumbas de Atuan a valorarse a sí misma y a encontrar opciones que no había visto, lo que la lleva a dejar las Tumbas con él.

### Sistemas políticos
Los sistemas sociales y políticos alternativos son un tema recurrente en sus obras. Sobre esta temática la crítica ha prestado especial atención a Los desposeídos y El eterno regreso a casa, aunque la autora explora estos temas en otras obras, como en «Los que se alejan de Omelas». Los desposeídos es una novela anarquista utópica que, según la propia autora, se inspiró en anarquistas pacifistas como Piotr Kropotkin, así como en la contracultura de las décadas de 1960 y 1970. Se le atribuye el hecho de «[rescatar] al anarquismo del gueto cultural al que fue relegado» y de ayudar a integrarlo en la corriente intelectual general. La escritora Kathleen Ann Goonan señaló que el trabajo de Le Guin confrontaba el «paradigma de la insularidad hacia el sufrimiento de las personas, otros seres vivos y recursos» y analizaba «alternativas sostenibles respetuosas con la vida».
Los desposeídos, ambientada en los planetas gemelos Urras y Anarres, muestra una sociedad anarcosocialista planificada que se describe como una «utopía ambigua». La sociedad creada por los colonos de Urras es materialmente más pobre que la rica sociedad de Urras, pero ética y moralmente más avanzada. A diferencia de las utopías clásicas, la sociedad de Anarres no es perfecta ni estática; el protagonista, Shevek, se encuentra viajando a Urras para continuar sus investigaciones. La misoginia y la jerarquía presentes en la sociedad autoritaria de Urras no existen entre los anarquistas, que basan su estructura social en la cooperación y la libertad individual. El ojo de la garza, publicada unos años después de Los desposeídos, fue descrita como una continuación de la exploración de la libertad humana por parte de la autora, a través de un conflicto entre dos sociedades de filosofías opuestas: una ciudad habitada por descendientes de pacifistas y una ciudad habitada por descendientes de criminales.
El eterno regreso a casa, ambientada en una California de un futuro lejano, examina una sociedad bélica, similar a la sociedad estadounidense actual desde la perspectiva de los kesh, sus vecinos pacifistas. La sociedad de los kesh ha sido identificada por los estudiosos como una utopía feminista, que Le Guin utiliza para analizar el papel de la tecnología. El académico Warren Rochelle considera que no era «ni un matriarcado ni un patriarcado: los hombres y las mujeres simplemente lo son». «Los que se alejan de Omelas», una parábola que describe una sociedad en la que la riqueza, la felicidad y la seguridad generales se obtienen a costa de la miseria continua de un único niño, también ha sido interpretada como una crítica de la sociedad estadounidense actual. El nombre del mundo es Bosque aborda la forma en que la estructura de la sociedad afecta al medio ambiente natural; en la novela los nativos del planeta de Athshe han adaptado su forma de vida a la ecología del planeta. La sociedad humana colonizadora, en cambio, se describe como destructiva e indiferente; al describirla, la autora también criticó el colonialismo y el imperialismo, impulsado en parte por su desagrado por la intervención de los Estados Unidos en la guerra de Vietnam.
Describe otras estructuras sociales en obras como el conjunto de relatos Cuatro caminos hacia el perdón y el relato «Música Antigua y las mujeres esclavas», descrito ocasionalmente como un 'quinto camino hacia el perdón'. Ambientados en el universo Hainish, los cinco relatos examinan la revolución y la reconstrucción en una sociedad esclavista. Según Rochelle, los relatos examinan una sociedad que tiene el potencial de construir una «comunidad verdaderamente humana», posible gracias al reconocimiento por parte del Ekumen de los esclavos como seres humanos, ofreciéndoles así la perspectiva de la libertad y la posibilidad de la utopía, conseguida mediante la revolución. La esclavitud, la justicia y el papel de la mujer en la sociedad también se tratan en la serie Anales de la Costa Oeste.

## Acogida, reconocimientos y legado
Le Guin recibió un amplio reconocimiento tras la publicación de La mano izquierda de la oscuridad en 1969 y en la década de 1970 se encontraba entre los escritores más conocidos del género. Se vendieron millones de ejemplares de sus libros y se tradujeron a más de 40 idiomas; algunos siguen en circulación muchas décadas después de su primera publicación. Su trabajo recibió una intensa atención del mundo académico; se la ha descrito como la «principal escritora tanto de fantasía como de ciencia ficción» de los años 1970, la escritora de ciencia ficción más debatida de los años 1970, y, a lo largo de su carrera, tan intensamente estudiada como Philip K. Dick. En un obituario, Jo Walton declaró que Le Guin «era tan buena que la corriente principal de la sociedad ya no podía ignorar la ciencia ficción». Según la académica Donna White, Le Guin fue «una de las principales voces de las letras estadounidenses», cuya obra fue objeto de numerosos volúmenes de crítica literaria, más de doscientos artículos académicos y un buen número de tesis.
Una característica muy poco común de Le Guin fue que recibió su mayor reconocimiento por sus primeras obras, que siguen siendo las más populares; en 2018 un comentarista apreciaba en sus obras posteriores una «tendencia hacia el didacticismo», y en un artículo en The Guardian John Clute declaró que sus obras tardías «adolecen de la necesidad que ella sin duda sintió de hablar responsablemente a su gran audiencia sobre cosas importantes; un artista responsable puede ser un artista cargado de una corona de espinas». Por supuesto no todas sus obras recibieron una acogida positiva; La rosa de los vientos fue una de las obras que tuvo una reacción mixta y The Encyclopedia of Science Fiction describió El ojo de la garza como «una fábula política excesivamente diagramática cuya simplicidad translúcida se acerca a la autoparodia». Incluso la aclamada por la crítica La mano izquierda de la oscuridad, además de la crítica de las feministas, fue descrita por Alexei Panshin como un «rotundo fracaso».
El diario Los Angeles Times comentó en 2009 que tras la muerte de Arthur C. Clarke Le Guin fue «posiblemente la escritora de ciencia ficción más aclamada del planeta» y la describió como «pionera» de la literatura para jóvenes. En un obituario, Clute afirmaba que la autora «presidió la ciencia ficción estadounidense durante casi medio siglo» y la describió como un autor de «primer orden». En 2016 The New York Times la describió como «la más grande escritora viva de ciencia ficción de Estados Unidos». Los elogios a Le Guin se centraron con frecuencia en los temas sociales y políticos que explora su obra, y en su calidad narrativa; el crítico literario Harold Bloom la describió a Le Guin como una «estilista exquisita» y consideraba que en sus obras «cada palabra estaba exactamente en su lugar y cada frase o línea tenía relevancia». Según Bloom, Le Guin era una «visionaria que se oponía a toda brutalidad, discriminación y explotación». Antes de una entrevista que le realizó en 2008, la revista Vice la describió como la autora de «algunos de los cuentos más alucinantes [de ciencia ficción] y de fantasía de los últimos 40 años».
Sus colegas autores también elogiaron su obra. Tras la muerte de la autora en 2018 Michael Chabon se refirió a ella como «la más grande escritora estadounidense de su generación» y dijo que ella le había «asombrado con el poder de una imaginación sin límites». Margaret Atwood alabó su «expresión sana, inteligente, astuta y lírica» y escribió en The Washington Post que la injusticia social fue una poderosa motivación en la vida de Le Guin. Joyce Carol Oates destacó su «franco sentido de la justicia, la decencia y el sentido común» y la consideró «una de las grandes escritoras estadounidenses y una artista visionaria cuya obra perdurará por mucho tiempo». China Miéville la describió como un «coloso literario» y que era una «escritora de intensa seriedad ética e inteligencia, de ingenio y furia, de política radical, de sutileza, de libertad y anhelo».

### Premios y reconocimientos

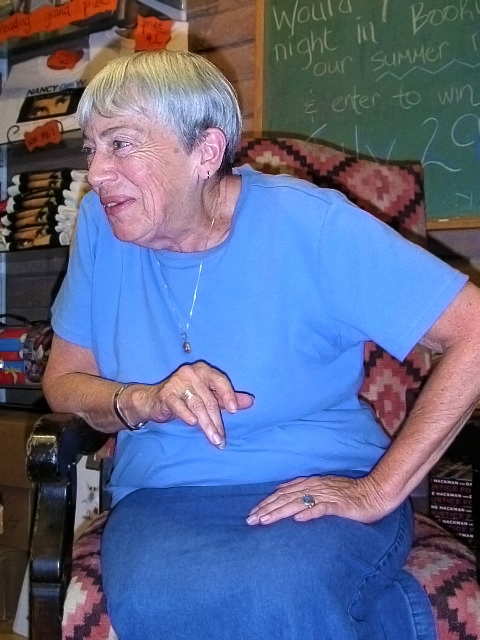
Le Guin en un evento del tipo «conozca al autor» en 2004.

Recibió numerosos galardones literarios. Ganó ocho Premios Hugo de veintiséis nominaciones y seis Premios Nébula de dieciocho nominaciones, incluidos cuatro a la mejor novela de seis nominaciones, más que cualquier otro escritor. Ganó veinticuatro Premios Locus, un galardón que se obtiene por votación de los suscriptores de la revista Locus, lo que (hasta la edición de 2019) la sitúa en tercer lugar en el total de ganadores, así como en segundo lugar detrás de Neil Gaiman por el número de premios por obras de ficción. En la categoría de mejor novela ganó cinco Locus, cuatro Nébula, dos Hugo y un Premio Mundial de Fantasía, premios que también ganó en las categorías de relatos cortos. Su tercera novela de la serie Terramar, La costa más lejana, ganó en 1973 el Premio Nacional del Libro en la categoría de Literatura juvenil, y fue finalista de diez Mythopoeic Awards (premios mitopoeicos), nueve de ellos en la categoría de Fantasía y uno en Erudición. Su recopilación de 1996, Unlocking the Air and Other Stories, fue finalista del Premio Pulitzer en la categoría de Ficción de 1997. También fue ganadora de tres Premios James Tiptree Jr. y tres Premios Júpiter. Obtuvo su último premio Hugo un año después de su muerte, por una edición completa de la serie Terramar, ilustrada por Charles Vess; el mismo volumen también ganó un premio Locus.
Obtuvo numerosos reconocimientos y galardones por sus contribuciones a la ficción especulativa. La Sociedad Mundial de Ciencia Ficción le otorgó el Premio Gandalf Grand Master en 1979. La Science Fiction Research Association le otorgó su Pilgrim Award en 1989 por sus «contribuciones académicas de toda una vida a la ciencia ficción y la fantasía». En la Convención Mundial de Fantasía de 1995 se le otorgó el Premio Mundial de Fantasía al Conjunto de su Obra, un reconocimiento del jurado por su destacado servicio al mundo de la fantasía. Fue incorporada al Salón de la Fama de la Ciencia Ficción y la Fantasía en 2001. La Asociación de escritores de ciencia ficción y fantasía de Estados Unidos la nombró su vigésimo Gran Maestro en 2003: fue la segunda y, hasta la edición de 2020, una de las tan solo seis mujeres en recibir ese honor. En 2013 la Universidad de California en Riverside le otorgó el Premio Eaton por sus logros de toda una vida en el campo de la ciencia ficción.
Aunque es más conocida por sus obras de ciencia ficción y fantasía, también recibió galardones en reconocimiento a sus contribuciones a la literatura en general. En abril de 2000 la Biblioteca del Congreso de Estados Unidos la nombró «Leyenda viva» en la categoría de Escritores y Artistas por sus importantes contribuciones al patrimonio cultural de Estados Unidos. La American Library Association le otorgó el Premio Margaret Edwards en 2004 y la designó para que diera la conferencia anual May Hill Arbuthnot; este premio reconoce a un escritor y a una obra en particular y en la edición de 2004 el comité valoró los cuatro primeros volúmenes de Terramar, La mano izquierda de la oscuridad y El lugar del comienzo. La Library of America publicó una colección de sus obras en 2016, un honor que rara vez se concede a escritores vivos. La National Book Foundation le otorgó la Medalla por Contribución Distinguida a las Letras Estadounidenses en 2014, considerando que había «desafiado las convenciones de la narrativa, el lenguaje, el carácter y el género y trascendido las fronteras entre la fantasía y el realismo para forjar nuevos caminos para la ficción literaria». La Academia Estadounidense de las Artes y las Letras la nombró miembro en 2017.

### Legado e influencia
Ejerció una influencia considerable en el mundo de la ficción especulativa; la escritora Jo Walton afirmó que Le Guin desempeñó un papel importante tanto en la expansión del género como en ayudar a los escritores de este campo para conseguir el reconocimiento de la corriente principal de la literatura. Los libros de Terramar demostraron un notable impacto, incluso fuera del campo de la literatura. Margaret Atwood considera que Un mago de Terramar es una de las «fuentes» de la literatura fantástica, y escritores modernos han atribuido al libro la idea de una «escuela de magos» que más tarde se hizo famosa por la serie de libros de Harry Potter y con la popularización del personaje de un niño mago, también presente en Harry Potter. La idea de que los nombres pueden ejercer poder es una de las características de la serie Terramar; algunos críticos han sugerido que esta idea inspiró a Hayao Miyazaki en su película de 2001 El viaje de Chihiro.

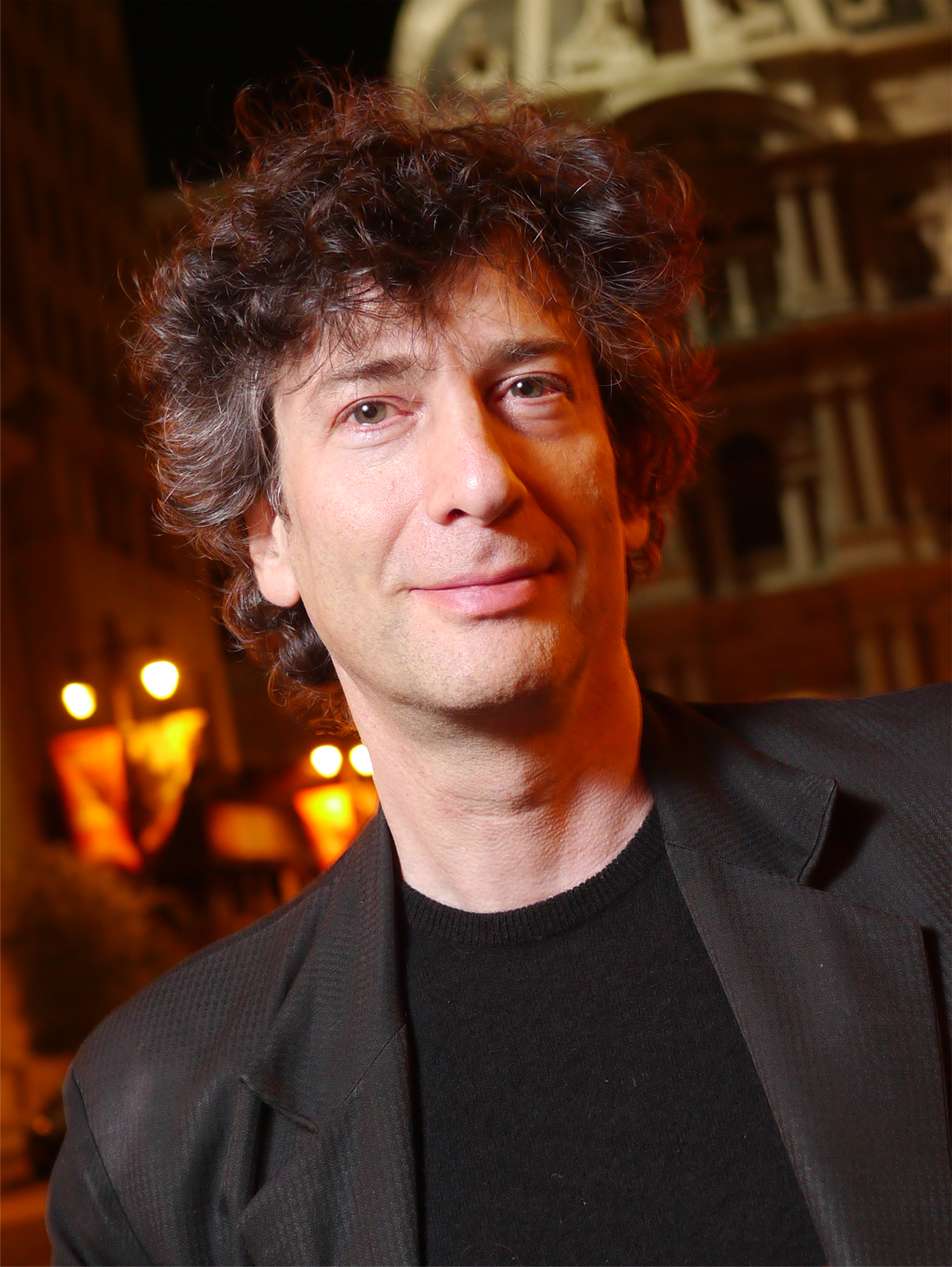
Neil Gaiman es uno de los numerosos autores que han reconocido la influencia de Le Guin en sus obras.

Le Guin inventó el término «ansible» para un dispositivo de comunicación interestelar instantánea en 1966; el nombre fue adoptado posteriormente por otros escritores, como Orson Scott Card en la Saga de Ender y Neil Gaiman en un guion para un episodio de Doctor Who. Suzanne Reid en su libro Presenting Ursula K. Le Guin (1997) afirma que en la época en que se escribió La mano izquierda de la oscuridad las ideas de Le Guin sobre la androginia eran excepcionales no solo en el ámbito de la ciencia ficción, sino en la literatura en general. Esta novela ha sido objeto de numerosos estudios; en su análisis de esta obra, el crítico literario Harold Bloom escribió: «Le Guin, al igual que Tolkien, ha elevado la fantasía a la categoría de alta literatura, en nuestros tiempos», y la incluyó en su The Western Canon: The Books and School of the Ages (1994) como uno de los libros, en su concepción de las obras artísticas, que han sido importantes e influyentes en la cultura occidental. Esta opinión fue compartida por la revista literaria The Paris Review, que señaló que «Ninguna obra hizo más para derribar las convenciones del género que La mano izquierda de la oscuridad», mientras que White consideró que era una de las obras fundamentales de la ciencia ficción, tan importante como Frankenstein (1818) de Mary Shelley.
Los analistas también han considerado que la autora también influyó en el campo de la literatura en general. La activista, escritora, crítica literaria y académica estadounidense Elaine Showalter, considerada una de las «madres fundadoras» de la crítica literaria feminista, declaró que Le Guin «marcó la senda como escritor para que las mujeres abandonaran el silencio, el miedo y la duda», mientras que el académico Brian Attebery manifestó que «[Le Guin] nos inventó: a los críticos de ciencia ficción y fantasía como yo, pero también a los poetas y ensayistas y a los escritores de libros ilustrados y novelistas». La crítica literaria de la propia Le Guin también demostró ser influyente; su ensayo de 1973 «De Elfland a Poughkeepsie» provocó un renovado interés en la obra de Kenneth Morris y a la publicación de una novela póstuma de este autor galés. También contribuyó a llevar la ficción especulativa a la corriente principal de la literatura apoyando a los periodistas y a los profesionales que estudiaban el género.
Varios autores destacados reconocen la influencia de Le Guin en sus propias obras. Jo Walton escribió que «su forma de ver el mundo tuvo una gran influencia en mí, no sólo como escritor sino como ser humano». Entre otros escritores influenciados por la autora se encuentran David Mitchell, Neil Gaiman, Algis Budrys, Kathleen Ann Goonan, Iain Banks o Salman Rushdie. Mitchell, autor de libros como El atlas de las nubes (Cloud Atlas, 2004), dijo que Un mago de Terramar ejerció una fuerte influencia en él, y en una entrevista afirmó que sintió el deseo de «manejar las palabras con el mismo poder que Ursula Le Guin». La cineasta Arwen Curry emprendió la producción de un documental sobre Le Guin en 2009, filmando «docenas» de horas de entrevistas con la autora y con muchos otros escritores y artistas que se han inspirado en ella; Curry lanzó una exitosa campaña de financiación colectiva para terminar el documental a principios de 2016, después de obtener una subvención del Fondo Nacional para las Humanidades.

### Adaptaciones de sus obras
Algunas de sus obras han sido adaptadas para la radio, el cine, la televisión y el teatro. Su novela La rueda celeste (The Lathe of Heaven, 1971) se ha llevado al cine en dos ocasiones, en un telefilme de 1979 para la WNET, con la participación de Le Guin, y posteriormente en 2002 para la A&E Network; en una entrevista de 2008 Le Guin dijo que consideraba la versión de 1979 como «la única buena adaptación al cine» de sus obras hasta la fecha. A principios de los años 1980 Hayao Miyazaki le propuso la realización de una adaptación animada de Terramar; la escritora, que no estaba familiarizada con su trabajo ni con el anime en general, inicialmente rechazó la oferta, pero posteriormente aceptó después de ver Mi vecino Totoro (Tonari no Totoro, 1988) por sugerencia de su amiga Vonda N. McIntyre. El tercer y cuarto libro de Terramar se utilizaron como base para la realización de la película de animación Cuentos de Terramar (Gedo Senki), estrenada en 2006. La película no la dirigió Hayao Miyazaki, sino su hijo Gorō, algo que decepcionó a Le Guin; la escritora fue positiva sobre la estética de la película, indicando que «gran parte era hermosa», pero fue crítica con su sentido moral y su uso de la violencia física, en particular la utilización de un villano cuya muerte determinó el desenlace de la película. En 2004 Sci-Fi Channel adaptó los dos primeros libros de la trilogía de Terramar en la miniserie de dos episodios La leyenda de Terramar; Le Guin fue muy crítica con la miniserie, considerando que estaba «muy lejos de la Terramar que yo imaginaba» y rechazó la utilización de actores blancos para sus personajes de piel roja, marrón o negra.
La mano izquierda de la oscuridad fue adaptada para teatro en 1995 por el Lifeline Theatre de Chicago. El crítico del Chicago Reader Jack Helbig dijo que la «adaptación es inteligente y bien realizada pero en última instancia insatisfactoria», debido en gran medida a que es extremadamente difícil condensar una compleja novela de 300 páginas en una presentación de dos horas en el escenario. «Paraísos perdidos» (novela corta incluida en El cumpleaños del mundo y otros relatos) fue adaptada en una ópera, compuesta por Stephen A. Taylor dentro del programa operístico de la Universidad de Illinois, con libreto atribuido tanto a Kate Gale como a Marcia Johnson; creada en 2005, la ópera se estrenó en abril de 2012. Le Guin describió el trabajo como una «hermosa ópera» en una entrevista y expresó su esperanza de que fuera retomada por otros productores y también que estaba más satisfecha con las versiones teatrales, incluida la de Paraísos perdidos, que con las adaptaciones a la pantalla de su obra hasta esa fecha. En 2013, el Portland Playhouse y el Hand2Mouth Theatre produjeron una obra basada en La mano izquierda de la oscuridad, dirigida y adaptada por Jonathan Walters, con texto de John Schmor; la obra se estrenó el 2 de mayo de 2013 en Portland, Oregón.